# السرب الثامن والثمانون
السرب الثامن والثمانون هو سرب إستعراضي تابع للقوات الجوية الملكية السعودية ويحتوي على طائرات هوك ومقرة قاعدة الملك فيصل الجوية في تبوك.